# Kabinett Bio III
Das Kabinett Bio III bezeichnet die Regierung von Sierra Leone unter Staatspräsident Julius Maada Bio. Das Kabinett wurde am 10. Juli 2023 einberufen.

## Kabinettsmitglieder
| Amt oder Ressort                                 | Foto | Name                  |
| ------------------------------------------------ | ---- | --------------------- |
| Präsident (inkl. Verteidigung bis 2019)          |      | Julius Maada Bio      |
| Vize-Präsident                                   |      | Mohamed Juldeh Jalloh |
|                                                  |      |                       |
| Chief Minister                                   |      | David Sengeh          |
| Justiz und Attorney General                      |      | Mohamed Tarawalley    |
| Finanzen                                         |      | Sheku Bangura         |
| Äußeres und Internationale Kooperation           |      | Timothy Kabba         |
| Verteidigung                                     |      | Kellie Conteh         |
| Landwirtschaft & Nahrungsmittelsicherheit        |      | Henry Kpaka           |
| Energie                                          |      | Kanja Sesay           |
| Gesundheit                                       |      | Austin Demby          |
| Information und Zivilbildung                     |      | Chernor Bah           |
| Inneres                                          |      | David Taluva          |
| Arbeit und Soziale Sicherheit                    |      | Mohamed Swaray        |
| Ländereien und Behausung (bis 2019 inkl. Umwelt) |      | Turad Senessie        |
| Umwelt und Klimawandel                           |      | Jiwoh Abdulai         |
| Lokalverwaltung und Kommunalangelegenheiten      |      | Tamba Lamina          |
| Fischerei und Meereswesen                        |      | Princess Dugba        |
| Bergbau und Mineralien                           |      | Julius Mattai         |
| Planung und Wirtschaftsentwicklung               |      | Kenyeh Ballay         |
| Politische und Öffentliche Angelegenheiten       |      | Amara Kallon          |
| Bildung, Primäre und Sekundäre                   |      | Conrad Sackey         |
| Geschlechter- und Kinderfürsorge                 |      | Isata Mahoi           |
| Bildung, Tertiäre                                |      | Alpha Wurie           |
| Handel und Industrie                             |      | Ibrahim Sesay         |
| Transport und Luftverkehr                        |      | Fanday Turay          |
| Tourismus und Kultur                             |      | Nabeela Tunis         |
| Wasser & Sanitär                                 |      | Sao-Kpato Max-Kyne    |
| Öffentliche Arbeit und Staatseigentum            |      | Denis Sandy           |
| Jugend                                           |      | Mohamed Bangura       |
| Sport                                            |      | Augusta Teima         |
| Sozialwohlfahrt                                  |      | Melrose Kaminty       |
| Kommunikation, Technologie & Innovation          |      | Salimatu Bah          |